# أوبورتو (محطة مترو أنفاق مدريد)
أوبورتو (بالإسبانية: Oporto)‏ هي محطة مترو أنفاق في مدريد في إسبانيا، تقع على الخط رقم 5,6.